# Музей Ленина (Тампере)
Музей Ленина (фин. Lenin-museo) — первый музей Ленина, созданный за пределами Советского Союза, и до закрытия единственный за пределами России постоянно действующий музей, посвящённый жизни и деятельности вождя революции, а также эпохе социализма. Создан в 1946 году. Расположен в городе Тампере, в Финляндии. Закрыт 3 ноября 2024 года.
Музей принадлежал обществу «Финляндия — Россия» (преемнику общества «Финляндия — Советский Союз») и Объединению трудовых музеев и работал при поддержке муниципалитета Тампере и Министерства образования Финляндии. С 2014 года музей вошёл в состав музея рабочих «Верстас».

## История

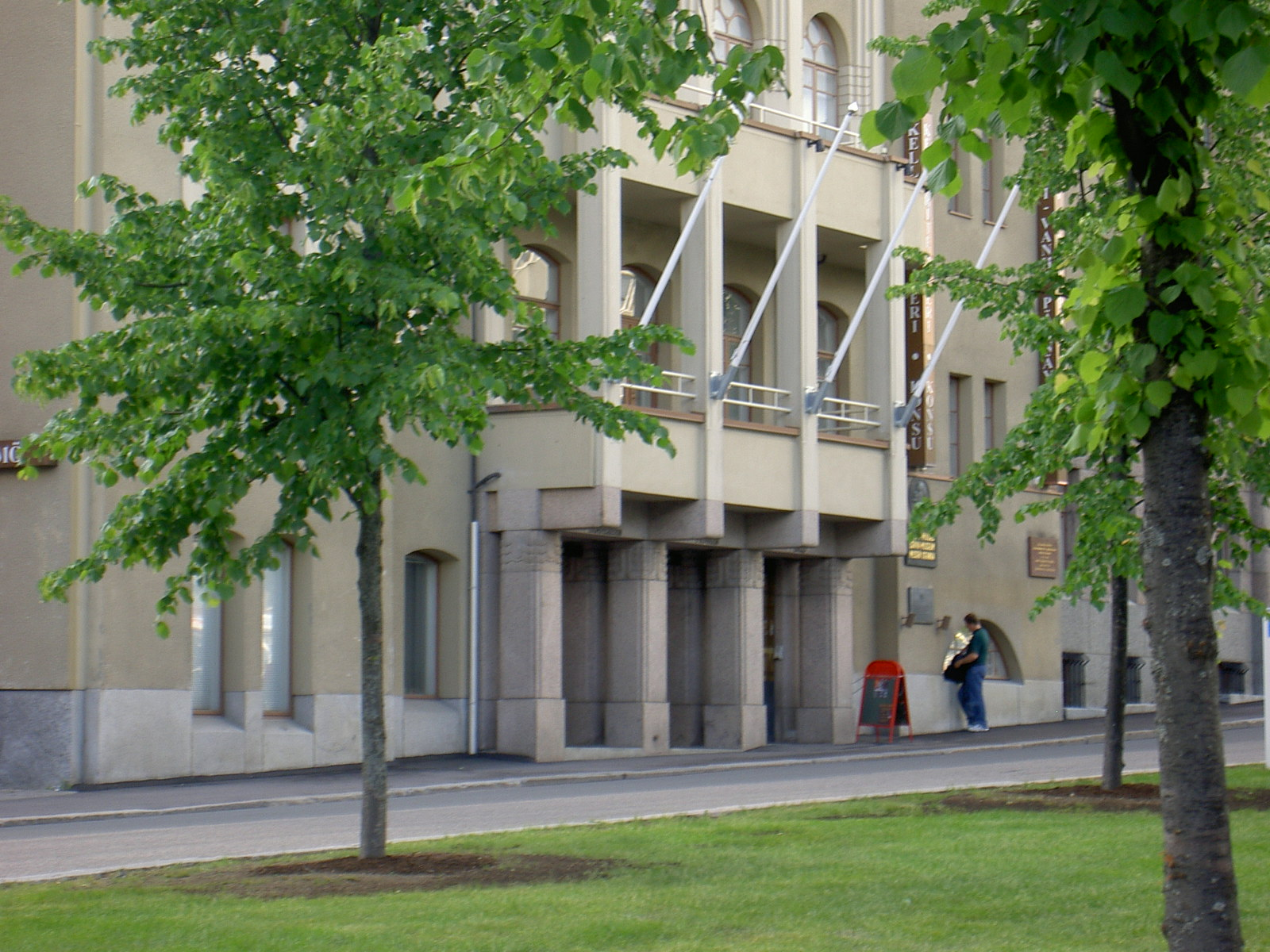
Рабочий дом Тампере

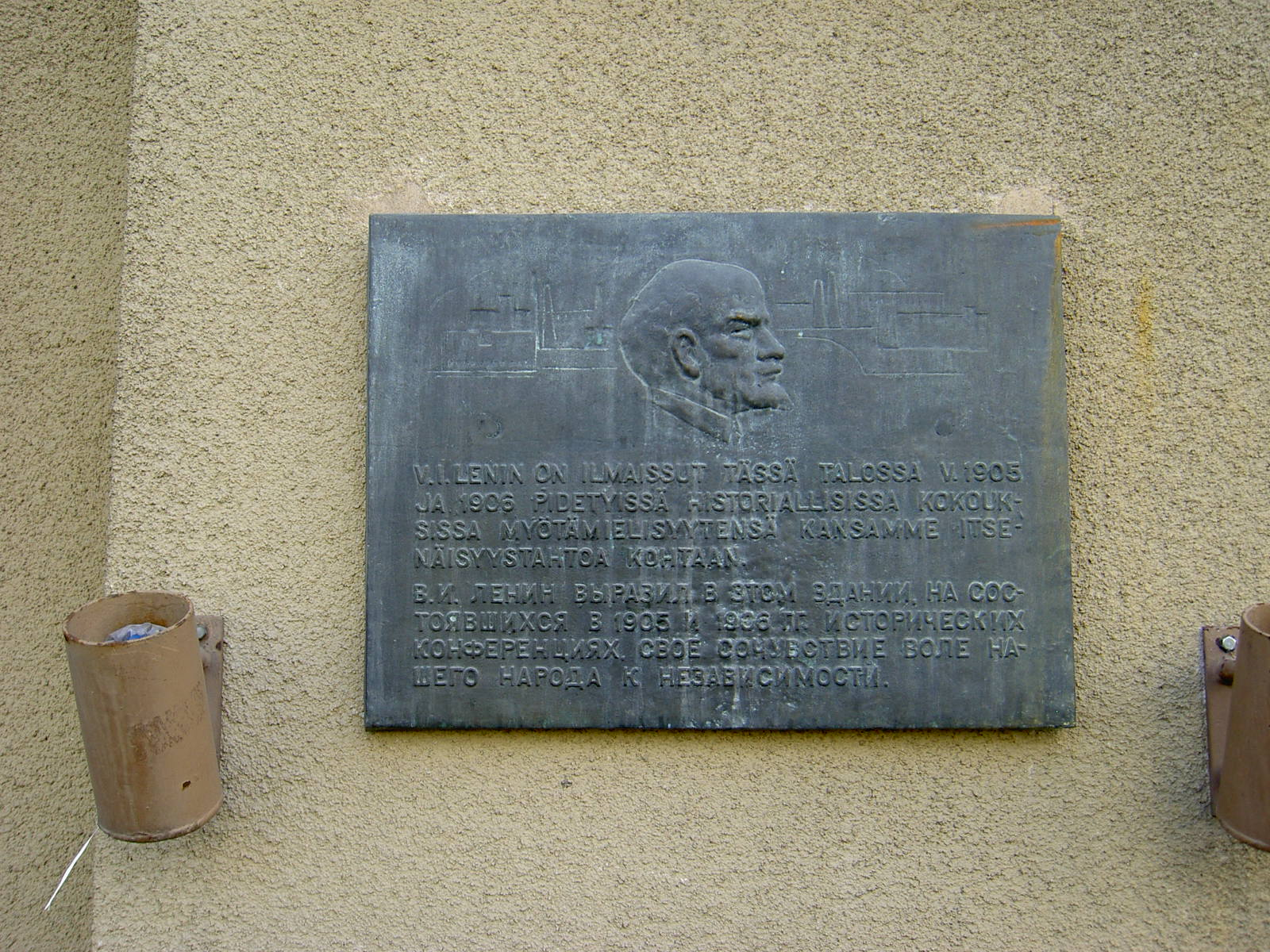
Памятная доска

Музей Ленина был открыт 20 января 1946 года в годовщину смерти Ленина (21 января), в Рабочем доме Тампере, в том же зале, где в 1905 году впервые встретились Ленин и Сталин. Через год в этих же стенах Ленин пообещал признать независимость Финляндии, если большевики придут к власти. Предложение о создании музея было высказано уже в 1920-е годы, вскоре после приобретения страной независимости.
В первые годы работы музея экспозиция пополнялась, в основном, за счёт экспонатов и небольшой финансовой помощи из СССР. Однако первые советские туристы смогли посетить музей только в 1955 году. В 1965 году на стене Рабочего дома появляется бронзовая памятная доска с барельефом Ленина и надписью на финском и русском языках: «В. И. Ленин выразил в этом здании, на состоявшихся в 1905 и 1906 гг. исторических конференциях, своё сочувствие воле нашего народа к независимости».
В 1970-е годы музей Ленина ежегодно посещают более 20 000 человек. Но тогда же сокращается помощь со стороны Центрального музея Ленина в Москве, из-за чего выставочная политика в Тампере становится более независимой. В 1980-е годы произошло обновление экспозиции музея и осуществлён капитальный ремонт помещения. В стенах музея стали проводиться лекции и научные семинары, в том числе международные.
В 1980-е годы в музее при посредничестве московского Центрального музея В. И. Ленина были созданы две постоянные экспозиции — «Жизнь Ленина», «Ленин и Финляндия», а также временные выставки по различным тематикам, также работали тематическая библиотека, архив с открытым доступом и магазин с книгами и сувенирами.

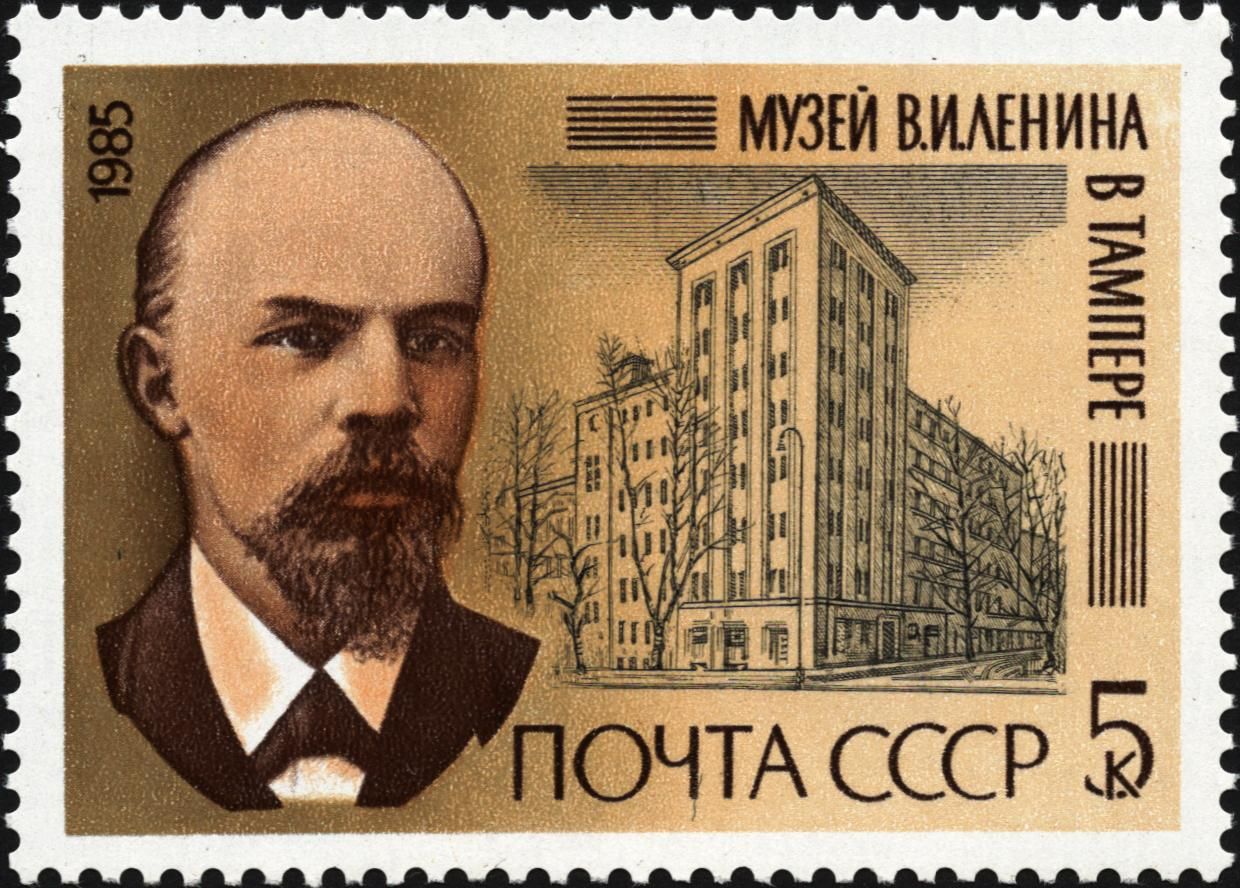
Почтовая марка СССР 1985 года

В 1985 году в СССР выпускается почтовая марка, на которой изображён музей Ленина города Тампере. К 40-летию музея (1986) Президиум Верховного Совета СССР награждает его Орденом Дружбы народов. В этом же году музей посещает рекордное число туристов — 27 000, из которых 20 000 советских туристов.
После распада СССР и закрытия Центрального музея Ленина в Москве (1993) музей в Тампере остался единственным музеем Ленина в мире, который открыт постоянно. В 1993 году музей посетило наименьшее число туристов, однако впоследствии возобновляется рост числа посетителей. Во многом на возрождение интереса к музею повлияла новость от агентства Рейтер о том, что тело Ленина якобы будет передано данному учреждению (в действительности, это оказалось шуткой директора музея Аймо Минккинена). В том же году при музее открывается магазин с книгами и сувенирами на социалистическую тематику.
В 1996 году музей посетило около 15 000 туристов из 65 стран мира. Гораздо большее число людей ознакомилось с работой музея благодаря выездным выставкам. Тогда же открывается веб-сайт музея.
С сентября 2015 года музей находился в стадии реконструкции. Полностью обновленная экспозиция открылась 17 июня 2016 года. Она охватывала не только жизнь В. И. Ленина, но и весь советский период, а также рассказывала об истории отношений Финляндии и России и доходила до современности. В 2016 году музею исполнилось 70 лет.
Закрыт 3 ноября 2024 года. Созданный на его месте Музей восточных отношений «Ноотти» (Nootti-museo), посвященный истории отношений Финляндии с Россией, откроется 15 февраля 2025 года.

Экспонаты музея Ленина
Картина с Лениным
Статуя Ленина
Манекены Ленина и Сталина